# Culex
Culex е таксономичен род комари, чиито представители са вектори на няколко важни инфекциозни заболявания като западнонилска треска, филариоза, японски енцефалит, енцефалит Сейнт Луис и малария.
Възрастните комари са с размери 4 – 10 mm и морфологичното им устройство се състои от глава, гърди и корем. На горната част на гърдите има двойка крила, които им позволяват да летят и така да разпространяват заболяванията.

## Жизнен цикъл
Развитието от яйце до имаго продължава около две седмици. Яйцата се снасят единично или на групи в зависимост от вида, в близост до вода. Ларвата се развива изцяло във вода, където се храни с органични вещества и растения. След това преминава в стадия на какавида. Тя е с форма на запетая, продължава около два дена и през този стадий не се храни.
Характерно за ларвите им е наличието на сифон, чрез който застават под ъгъл на водната повърхност. Сифонът е насочен към дихателните отвори. Характерно за яйцата им, че те се слепват в дискове. Те се намират на повърхността на водата, блгодарение на въздушни мехури.

## Класификация
Известни са 1216 вида обединени в следните подродове:
- Acalleomyia
- Acallyntrum
- Aedinus
- Afroculex
- Allimanta
- Anoedioporpa
- Barraudius
- Belkinomyia
- Carrollia
- Culex
- Culiciomyia
- Eumelanomyia
- Kitzmilleria
- Lasiosiphon
- Lophoceraomyia
- Maillotia
- Melanoconion
- Micraedes
- Microculex
- Neoculex
- Oculeomyia
- Phenacomyia
- Sirivanakarnius
- Tinolestes